# Дебора Кара Ангер
Дебора Кара Ангер (енгл. Deborah Kara Unger; Ванкувер, 12. мај 1966) америчко канадска је филмска, позоришна и телевизијска глумица.